# Andrej Andrejevics Voznyeszenszkij
Andrej Andrejevics Voznyeszenszkij (Андрей Андреевич Вознесенский) (Moszkva, 1933. május 12. – Moszkva, 2010. június 1.) orosz költő, prózaíró, festő, amerikai kortársa, Robert Lowell szavaival: „korunk egyik legjelentősebb költője”, az orosz „hatvanasok” nemzedékének vezéregyénisége.
A szovjet korszak egyik legmerészebb költőjének számított, gyakran bírálták, Hruscsov száműzetéssel is megfenyegette. Telt házas stadionokban tartott felolvasásokat világszerte, verseit többek között W. H. Auden fordította angolra, magyarra pedig Fodor András, Garai Gábor, Illyés Gyula, Rab Zsuzsa, Somlyó György, Weöres Sándor. Ifjúságának mentora Borisz Paszternak volt. Hazájában „élő klasszikusnak”, „a szovjet értelmiség példaképének” számított.

## Élete
Moszkvában született, apja műszaki egyetemi tanár volt, anyja gyerekkorában rendszeresen verseket olvasott fel neki. Voznyeszenszkijt korán érdekelni kezdte a festészet és az építészet, 1957-ben a Moszkvai Építészeti Főiskolán szerzett építészmérnöki diplomát. Tizenéves korában elküldte verseit Paszternaknak, összebarátkoztak, s erről utóbb így vallott Voznyeszenszkij: „Attól a naptól fogva varázslatos, sorsszerű lett az életem; az ő újfajta költészete, a telefonbeszélgetések, a vasárnapi diskurzusok a házában 2-től 4-ig, a séták – nekem boldog évek, gyermeki rajongás esztendei.” Paszternak a halála előtt azt mondta neki: „Belépésed az irodalomba gyors volt és viharos. Örülök, hogy megérhettem.”
1967-ben megtagadták tőle a kiutazási engedélyt New Yorkba, ahol a Lincoln Centerben olvasott volna fel. Voznyeszenszkij ekkor felháborodott levelet írt a Pravdának, amelyben „hazug, hazug, hazug, modortalan és hazug” jelzőkkel illette a hatóságként eljáró Írószövetséget. A levelet természetesen nem közölték, de másolatai közkézen forogtak irodalmi körökben.
1979-ben verseket publikált a Viktor Jerofejev, Bella Ahmadulina, Vlagyimir Viszockij és mások által hatósági engedély nélkül indított és hamarosan betiltott Metropol almanachban.
A kommunizmus összeomlása után állandó munkatársa lett az orosz Playboynak, költészeti fesztiválokat szervezett.

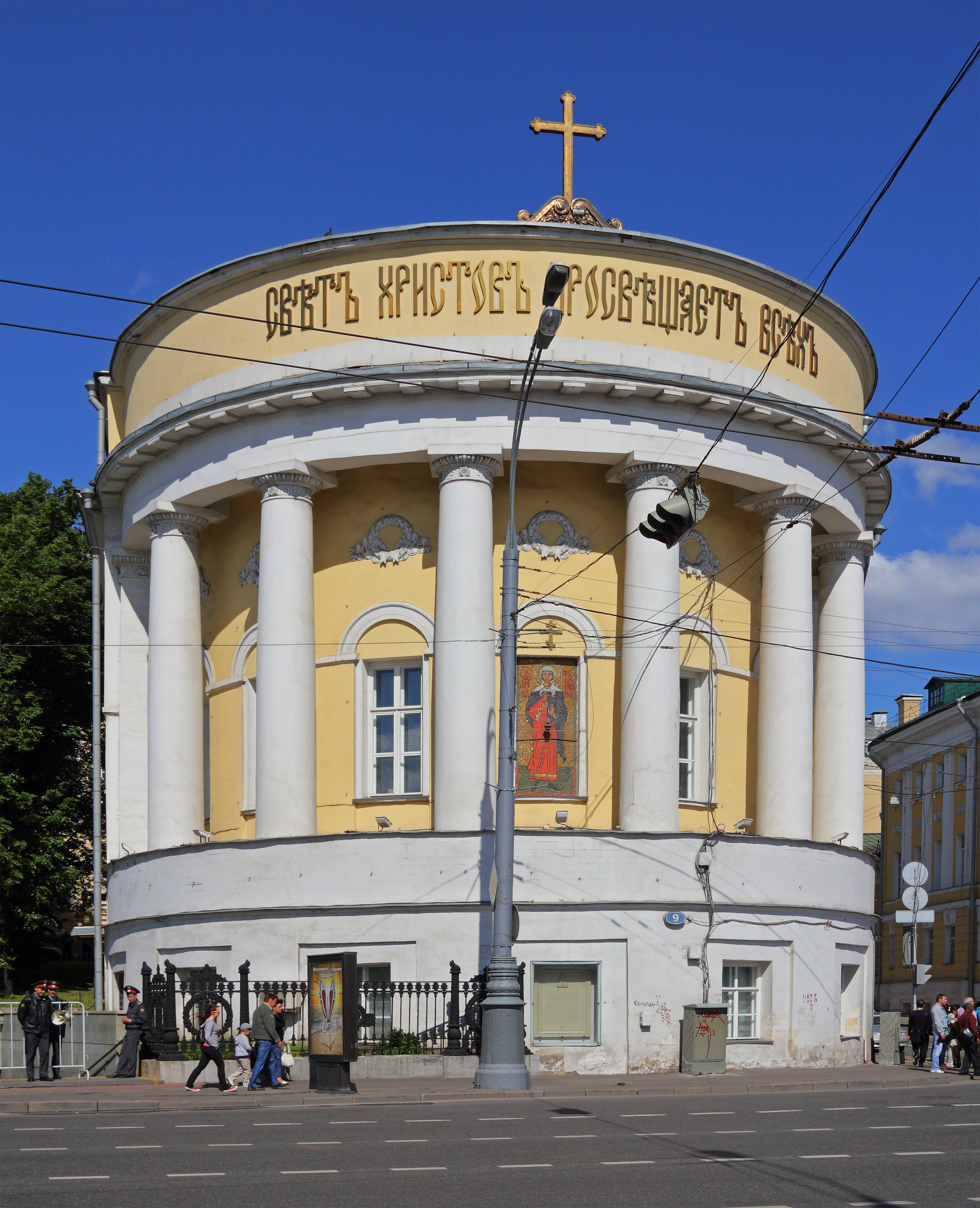
A Mártír Szent Taciána-templom

Az 1990-es évek elején nyilvánosan kijelentette, hogy nem hagyja el hazáját. „A népé vagyok. Most, rettenetes bajában különösen szüksége van rám. A költészet az egyetlen reménység. Akkor is csinálni kell, ha nem hiszünk benne.”
Utolsó éveiben Voznyeszenszkij visszahúzódó életet élt. Halála előtt négy évvel agyvérzést kapott, amit hírek szerint 2010 elején egy újabb követett. Betegségének körülményei, halálának pontos oka ismeretlenek. 2010. június 1-jén, 77 évesen hunyt el, mint Gennagyij Ivanov, az Orosz Írószövetség titkára bejelentette: otthonában, csendesen. Medvegyev elnök levélben fejezte ki részvétét, Putyin miniszterelnök pedig azt írta részvéttáviratában: Voznyeszenszkij „meghatározó befolyást gyakorolt” nemzetére. A költőt a Moszkvai Állami Egyetem Mártír Szent Taciána-templomában celebrált gyászistentisztelet után a Novogyevicsij-kolostor temetőjében helyezték végső nyugalomra 2010. június 4-én.

## Költői pályája
Első verse 1958-ban jelent meg, előrevetítve sajátos, egyéni stílusát, melynek jellemzői: modern kategóriákkal és képekkel „méri fel” a ma emberét, különös metaforákat használ, komplex versritmikával és hangeffektusokkal él. Majakovszkijt és Pablo Nerudát szokás említeni példaképeiként.
„Goya vagyok” című korai versében a háború borzalmait, a háború keltette félelmet ábrázolja megrázó erővel, melyhez hozzájárulnak tipikusan orosz metaforái és a „g” hang hatásos ismétlődése (Goja, glaz, gorje, golosz, gorod, golod, gorlo: Goya, szem, fájdalom, hang, város, éhség, torok). Másik korai versét, a „Tűz az építészeti főiskolán”-t egy éjszakai tűz ihlette, mely 1957-ben ütött ki a moszkvai Építészeti Főiskolán. Erről később azt írta: „Hiszek a szimbólumokban. Akkor megértettem, hogy az építészet kiégett belőlem. Költő lettem.”
Több fiatal értelmiségivel együtt 1962 decemberében Hruscsov meghívta egy kremlbeli fogadásra. A pártfőtitkár magából kikelve ordította: „Nézzék csak meg ezt az új Paszternakot! Szeretne útlevelet kapni, akár már holnap? Megkapja, és menjen, menjen a gazdáihoz! Ott a helye!” 1963-ban már akkora volt a híre, hogy népszerűségét a Beatleséhez mérték, főleg miután Hruscsov nyilvánosan perverznek titulálta.
Ennek ellenére (meg talán azért is, mert Kennedy elnök személyesen járt közben az érdekében Hruscsovnál) az olvadás időszakában, vagyis az 1960-as évek első felében Voznyeszenszkij gyakran utazhatott külföldre: megfordult Franciaországban, Olaszországban, az Egyesült Államokban is, beszélgetéseket folytatott (s ezeket esszéiben, szépprózájában is megörökítette) Sartre-ral, Heideggerrel, Picassóval. Népszerűsége (akárcsak kortársaié, Jevtusenkóé, Bella Ahmadulináé, Robert Rozsgyesztvenszkijé) fellépéseinek sikerében is megnyilvánult: tömegek hallgatták szavalását stadionokban, koncerttermekben, egyetemi előadókban. A New York Times egy ízben „a Kreml nem hivatalos kultúrattaséjának” nevezte ezért. Nagy színészi tehetséggel olvasott fel, Londonban például Laurence Olivier-rel és Paul Scofielddal kelt versenyre egy rendezvényen. Bírálta Csehszlovákia 1968-as megszállását, Amerikában találkozott Allen Ginsberggel, Arthur Millerrel, Marilyn Monroe-val.
Legismertebb közönségsikere A Juno és az Avosz című rockoperája (1982) és a Milliónyi piros rózsa (vagy Millió rózsaszál, Alla Pugacsova slágerének szövege). Műveit gyakran állították színpadra, az Ellenvilágok című versciklust például a Taganka 1965-ben. A Juno és az Avosz máig repertoárdarab (két filmváltozat is készült belőle).
1970-ben A hang árnyéka című verseskötetével a hangeffektusos technikától a vizuális költészet felé fordult, amelyet a Pillantás-ban (1972) és Az üvegfestészet mesteré-ben (1976) tovább tökéletesített. Nevezetes színpadi groteszkje az 1974-es Treff dáma: Op-opera-krimi civil felvonásokban, jelenetekben és ikonokban (Дама треф. Оп-опера-детектив в гражданских актах, картинах и иконах). Az Oscar-díjas Moszkva nem hisz a könnyeknek című film (1979) egyik jelenetében saját verseit szavalja.
Szilágyi Ákos így írt a költőről a Világirodalmi Lexikonban: „Az 1970-es években egész művészete a szó »vizualizálásának« jegyében alakult át... az olvasó meghódítására irányuló virtuóz formajáték az 1980-as évek lírájában is megmaradt, csak a »korszellemnek« megfelelő új eszmei és tematikai motívumokhoz kapcsolódva. A forradalmi újítás régi jelszava helyett a konzervatív értékőrzés, az Eszme helyett az Élet, a Szellem helyett a Természet... a »szovjet« helyett az »orosz«, a forradalmi értelmiségi típus helyett a habozó, hamleti lelkű 19. sz.-i orosz entellektüel témái, eszmei motívumai teszik »korszerűvé«, hatásosabbá a lényegileg változatlan költői formát. Az 1980-as évek végén... az avantgardista lázadás és a konzervatív értékőrzés esztétája ezúttal a hanyatlás és felbomlás esztétájának adja át helyét... Lírájának ihletett forrása nem a személyes sors, nem a történelmi dráma vagy valamely metafizikai élmény, hanem a formavirtuóz tisztán esztétikai szenvedélye a szépség iránt, a valóság esztétizálásának vágya...”
W. H. Auden azt mondta róla: Voznyeszenszkij tudja, hogy a vers „verbális műtárgy”, amelyet „szakszerűen, szilárdan kell összeállítani, akár egy asztalt vagy egy motorkerékpárt”. Ugyanakkor Joszif Brodszkij leszögezte: Voznyeszenszkij „szimuláns a költészetben”. Ennek ellenére „Nyugaton disszertációk íródtak nyelvi-formai kísérleteiről. Andrej Voznyeszenszkij, ellentmondásaival együtt, a szovjet korszak költészetének egyik meghatározó egyénisége.”

## Művei

### Gyűjteményes kötetek
- Мозаика (1960)
- Парабола (1960)
- Треугольная груша (1962)
- Антимиры (1964)
- Мой любовный дневник (1965)
- Ахиллесово сердце (1966)
- Тень звука (1970)
- Взгляд (1972)
- Выпусти птицу (1974)
- Дубовый лист виолончельный (1975)
- Витражных дел мастер (1976)
- Соблазн (1978)
- Избранная лирика (1979)
- Безотчётное (1981)
- Иверский свет (1984)
- Прорабы духа. Прозаические и поэтические произведения (1984)
- Ров. Стихи и проза (1987)
- 10, 9, 8, 7... (1987)
- Аксиома самоиска (1990)
- Россія, Poesia (1991)
- Видеомы (1992)
- Гадание по книге (1994)
- Не отрекусь (1996)
- Casino „Россия“ (1997)
- На виртуальном ветру (1998)
- Страдивари сострадания (1999)
- Стихи. Поэмы. Переводы. Эссе (1999)
- Жуткий кризис „Суперстар“ (1999)
- Стихотворения. Поэмы. Проза (2000)
- Девочка с пирсингом (2000)
- Лирика (2000)
- Моя Россия (2001)
- Лирика (2003)
- Избранное (2003)
- Возвратитесь в цветы! (2004])
- Избранное (2006)
- Стихотворения (2006)
- Собрание сочинений в 3 томах, 1983–1984
- Собрание сочинений в 7 томах, 2000–2006
- СтиXXI (2006)
- Тьмать (2009)
- Ямбы и блямбы (2010)

### Poémák
- Мастера (1959)
- Лонжюмо (1963)
- Оза (1964)
- Авось (1972)
- Вечное мясо (1977)
- Ров (1986)
- Россия воскресе (1993)

## Magyarul megjelent művei
- Fémszirén; vál. Pór Judit, ford. Elfer István et al.; Európa, Bp., 1964
- Óza; ford. Garai Gábor; Európa–Helikon, Bp., 1967
- Tükör-világok; vál. Pór Judit, ford. Garai Gábor, Rab Zsuzsa, utószó Garai Gábor; Európa, Bp., 1970
- Párbeszéd a költészetről. Esszék; ford. Jász István, Rab Zsuzsa, Világhy József; Európa, Bp., 1982 (Modern könyvtár)

## Emlékezete
Róla nevezték el a 3723 Voznyeszenszkij nevű kisbolygót, amelyet Nyikolaj Sztyepanovics Csernih fedezett fel 1976. április 1-jén.